# Gouvernement Drnovšek I
Conseil exécutif de Slovénie 
Le premier gouvernement de Janez Drnovšek était le deuxième de la Slovénie depuis la proclamation de son indépendance le 23 décembre 1990.
Il était constitué d'une coalition comprenant les partis suivants : 
- Démocratie libérale de Slovénie (LDS)
- Parti social-démocrate de Slovénie (SDSS)
- Liste unifiée des sociaux-démocrates (ZLSD)
- Verts de Slovénie (ZS)
- Parti démocratique (DS)
- Parti socialiste de Slovénie (SSS)

Le mandat du gouvernement a débuté le 14 mai 1992 et s'est achevé le 25 janvier 1993.
| Portefeuille                                               | Titulaire                        |
| ---------------------------------------------------------- | -------------------------------- |
| Président du gouvernement                                  | Janez Drnovšek                   |
| Vice-Président                                             | Jože Pučnik                      |
| Vice-Président                                             | Herman Rigelnik                  |
| Vice-Président                                             | Viktor Žakelj                    |
| Finances                                                   | Janez Kopač                      |
| Finances                                                   | Mitja Gaspari (10.06.1992)       |
| Intérieur                                                  | Igor Bavčar                      |
| Affaires étrangères                                        | Dimitrij Rupel                   |
| Défense                                                    | Janez Janša                      |
| Justice et Administration                                  | Miha Kozinc                      |
| Planification                                              | Davorin Kračun                   |
| Energie                                                    | Franc Avberšek                   |
| PME                                                        | Maks Tajnikar                    |
| Industrie et Construction                                  | Dušan Šešok                      |
| Commerce                                                   | Jožef Jeraj                      |
| Commerce                                                   | Davorin Valentinčič (23.09.1992) |
| Tourisme et Restauration                                   | Janez Sirše                      |
| Agriculture, Forêts et Alimentation                        | Jože Protner                     |
| Transports et Communications                               | Marjan Krajnc                    |
| Protection de l'environnement et Aménagement du territoire | Miha Jazbinšek                   |
| Travail                                                    | Jožefa Puhar                     |
| Santé, Famille et Affaires sociales                        | Božidar Voljč                    |
| Anciens combattants et Handicapés                          | Ana Osterman                     |
| Education et Sport                                         | Slavko Gaber                     |
| Science et Technologie                                     | Peter Tancig                     |
| Culture                                                    | Borut Šuklje                     |
| Législation                                                | Alojz Janko                      |
| Information                                                | Jelko Kacin                      |
| Expatriés et Minorités                                     | Janko Prunk                      |